# 特尔芬斯
特尔芬斯是奥地利蒂罗尔州施瓦茨县的一个市镇。总面积15.22平方公里，总人口2034人，人口密度133.6人/平方公里（2005年）。